# Pierre-Luc Létourneau-Leblond
Pierre-Luc Létourneau-Leblond, född 4 juni 1985, är en kanadensisk professionell ishockeyspelare som tillhör NHL-organisationen New Jersey Devils och spelar för deras primära samarbetspartner Albany Devils i American Hockey League (AHL). Han har tidigare spelat på NHL-nivå för Calgary Flames och Pittsburgh Penguins och på lägre nivåer för Albany River Rats, Lowell Devils, Abbotsford Heat, Norfolk Admirals, W-B/Scranton Penguins i AHL, Trenton Devils i ECHL och Drakkar de Baie-Comeau i Ligue de hockey junior majeur du Québec (LHJMQ).
Létourneau-Leblond draftades i sjätte rundan i 2004 års draft av New Jersey Devils som 216:e spelare totalt.